# Geographie von British Columbia
| British Columbia                  | British Columbia |
| --------------------------------- | --- |
| Reliefkarte von Britisch Columbia | |
| Kontinent:                        | Nordamerika |
| Region:                           | Westkanada |
| Fläche: – Total – Wasser          | Drittgrößte der Provinzen und Territorien Kanadas 944.735 km² 19.549 km² (2,1 %) |
| Grenzen:                          | Alaska → im Nordwesten und Westen Pazifik → im Westen Washington, Idaho, Montana → im Süden Alberta → im Osten Yukon, Nordwest-Territorien → im Norden                                                                                       |
| Küstenlinie:                      | 25.725 km |
| Höchster Punkt:                   | Mount Fairweather (4.663 m) |
| Tiefster Punkt:                   | Pazifik (Meeresspiegel) |
| Geographischer Mittelpunkt:       | Vanderhoof (British Columbia) |
| Längster Fluss:                   | Fraser River (1.368 km) |
| Größtes Binnengewässer:           | Williston Lake (1.761 km²) |
| Klima:                            | Tundra Subarktisches Klima Sommerwarmes feuchtes Kontinentalklima Sommertrockenes subarktisches Klima Sommerwarmes trockenes Kontinentalklima Subpolares Ozeanklima (Gemäßigtes) Ozeanklima Sommerwarmes Mittelmeerklima Kaltes Steppenklima |

Koordinaten: 54° 1′ N, 124° 0′ W
British Columbia ist die westlichste Provinz von Kanada; sie grenzt an den Pazifik. Mit einer Fläche von 944.735 km² ist sie die drittgrößte der Provinzen und Territorien Kanadas. Die Provinz ist fast viermal so groß wie das Vereinigte Königreich, größer als Deutschland und Frankreich zusammen sowie größer als jeder einzelne Bundesstaat der Vereinigten Staaten mit Ausnahme von Alaska. British Columbia grenzt im Nordwesten an Alaska, direkt nördlich an Yukon und die Northwest Territories, im Osten an Alberta und im Süden an die US-Bundesstaaten Washington, Idaho und Montana. Als damaliger Teil des British Empire wurde die südliche Grenze von British Columbia 1846 durch den Oregon-Kompromiss festgelegt. Die Landschaften der Provinz werden von Gebirgszügen dominiert, darunter die kanadischen Rocky Mountains, doch vorwiegend von den Coast Mountains, den Cassiar Mountains und den Columbia Mountains; sie ist die Gebirgiste der Provinzen Kanadas. Der Großteil der Bevölkerung konzentriert sich an der Küste des Pazifik, insbesondere im Gebiet von Vancouver, welches an der Südwestspitze des Festlands liegt und als Lower Mainland bezeichnet wird.

## Statistik
- Gesamtfläche: 944.735 km²
- Landfläche: 925.186 km² (97,9 %)
- Wasserfläche: 19.549 km² (2,1 %)

## Physische Geographie
British Columbia wird gewöhnlich in drei Regionen geteilt, das British Columbia Interior, die British Columbia Coast und das Lower Mainland (obwohl das letztgenannte eigentlich Teil der Coast ist). Diese werden von einem lockeren und oft überlappenden System kulturgeografischer Regionen sowohl aufgeteilt als auch zusammengefasst, die oft Einzugsgebiete von Flüssen repräsentieren, manchmal aber auch übergreifend über diese definiert werden. Erstere sind beispielsweise die Kootenays, das Okanagan und der Chilcotin District, während letztere durch das Lillooet Country und das Cariboo repräsentiert werden. Zu den wichtigen Teilregionen gehören das Fraser Valley, das Teil des Lower Mainland ist, der Fraser Canyon (welcher über verschiedene Regionen hinwegreicht) und das Robson Valley, welches der höchstgelegene Teil des Einzugsgebietes des Fraser River südöstlich von Prince George darstellt. Vancouver Island wird als eigene Region innerhalb der Coast angesehen, wie das auch bei Haida Gwaii (den früher so genannten Queen Charlotte Islands) und den Gulf Islands der Fall ist.

### Relief

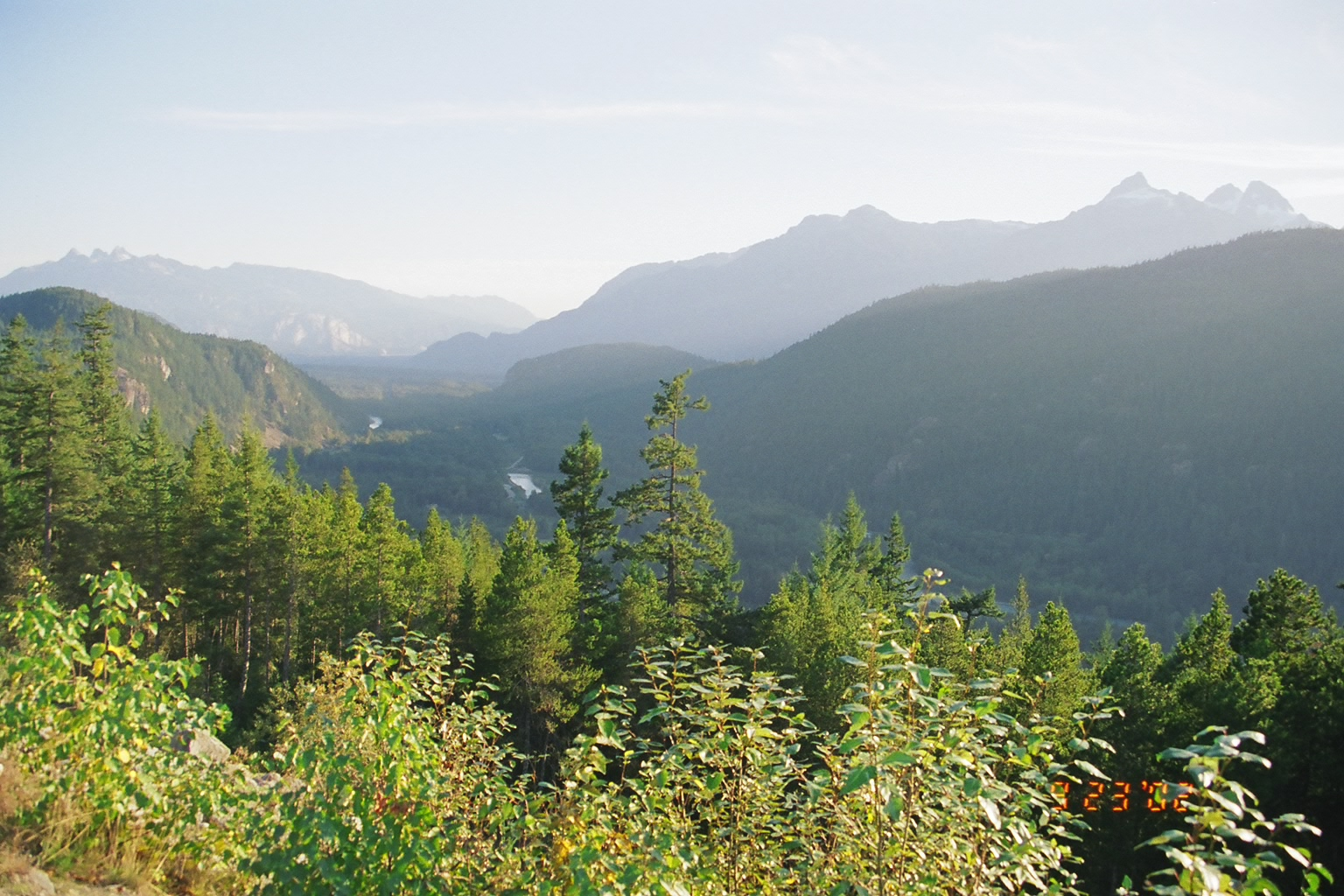
Die Sky Pilot Group (links) und die Tantalus Range (rechts), Teil der Coast Mountains vom Cheakamus River aus

Die Canadian Rockies, die Coast Mountains und die Inside Passage bilden einen Teil von British Columbias weltberühmter und spektakulärer Szenerie. Diese Landschaften sind die Grundlage und der Kontext für eine wachsende Industrie der Outdoor-Aktivitäten und des Ökotourismus. Im äußersten Südwesten von British Columbia bildet das untere Fraser Valley ein ebenes, fruchtbares Dreieck intensiv genutzten Landes. Die Stadt Penticton sowie die Kleinstädte Oliver und Osoyoos haben die wärmsten Sommer in Kanada, obwohl die Hotspots mit Lillooet und Lytton im Fraser Canyon liegen. Nahezu die gesamte Coast einschließlich eines Großteils von Vancouver Island ist von Regenwald der gemäßigten Breiten bedeckt. Ein Drittel der Provinz besteht aus unwirtlicher alpiner Tundra, Eisfeldern und Gletschern.

#### Gebirge und Gebirgsketten
Die Landschaften von British Columbia gehören zu zwei wichtigen kontinentalen Landschaftsräumen, den Interior Plains im Nordosten der Provinz, von denen der Anteil von British Columbia Teil des Alberta Plateau ist. Der Rest der Provinz ist Teil der West-Kordillere von Nordamerika, in Kanada oft als Pacific Cordillera oder Canadian Cordillera bezeichnet.  Die Kordillere wird in vier Haupt-„Systeme“ gegliedert (die sich von den korrespondierenden geologischen Provinzen unterscheiden):

##### Östliches System
Das östliche Gebirgs-System vom Britisch Columbia umfasst die überragenden kanadischen Rocky Mountains mit den Cariboo-, Selkirk-, Monashee- und Purcell-Ketten des Columbia-Mountains-Systems im Süden sowie den Hart Ranges und den Muskwa Ranges in den nördlichen Rocky Mountains im Norden. Die Canadian Rockies umfassen den kanadischen Teil der nordamerikanischen Rocky Mountains. Das südliche Ende in Alberta und British Columbia grenzt an Idaho und Montana in den Vereinigten Staaten, das nördliche Ende an die Liard Plain zwischen dem Smith River und dem Dease Plateau in British Columbia.

##### Inneres System
Das innere System umfasst das Interior Plateau und die Interior Mountains (auch als Northern Interior Mountains bekannt) und den südlichen Teil des Yukon Plateau. Die wichtigsten Teile der Interior Mountains sind die Cassiar Mountains, die Omineca Mountains, das Stikine Plateau, die Skeena Mountains und die Hazelton Mountains. Jeder von ihnen hat mehrere Teilketten; einige Definitionen umfassen auch das Tahltan Highland und das Tagish Highland, welche aber auch als zu den Boundary Ranges der Coast Mountains zugehörig geführt werden (siehe nächsten Abschnitt). Die wichtigsten Teile des Interior Plateau sind das Nechako Plateau, das McGregor Plateau, das Fraser-Plateau (welches aus dem Chilcotin Plateau und dem Cariboo Plateau sowie einer Anzahl kleinerer Bergketten besteht) und das Thompson-Plateau. Das Quesnel Highland, das Shuswap Highland und das Okanagan Highland, welche das Plateau im Osten begrenzen, werden manchmal als Teile desselben angesehen, sind aber offiziell Teil des Columbia-Mountains-Systems und werden als Teilketten der angrenzenden Gebirgszüge betrachtet, namentlich der Cariboo Mountains und der Monashee Mountains.

##### Westliches System
Das westliche System umfasst die Coast Mountains, die North Cascades (in den USA als Cascade Range bekannt), die südöstlichsten Saint Elias Mountains und den Coastal Trough, welcher wiederum die Georgia Depression und deren Untereinheit, das Fraser Lowland und andere tiefer liegende Gebiete an der Küste umfasst.
Die Coast Mountains sind das westlichste Gebirge der Pazifischen Kordillere; sie verlaufen entlang der Westküste des nordamerikanischen Kontinents und erstrecken sich vom Alaska Panhandle über den Großteil der Küstenregion von British Columbia. Das Gebirge ist an seinen westlichen Ausläufern mit dichtem gemäßigtem Regenwald bedeckt. Es erhebt sich bis hinauf zu stark vergletscherten Gipfeln, zu denen die größten Eisfelder der Welt in den gemäßigten Breiten gehören. An seinen östlichen Flanken fällt es zum trockenen Interior Plateau bzw. zu den subarktischen Nadelwäldern der Skeena Mountains und des Stikine Plateau hin ab.
Mount Waddington ist mit 4.016 m der höchste Berg innerhalb von British Columbia, und Mount Fairweather in der Fairweather Range der Eliaskette an der Grenze von British Columbia und Alaska bildet den höchsten Punkt der Provinz insgesamt. Ein Großteil der Küste von British Columbia ist von Fjorden geprägt, bedingt durch die vielen Inseln entlang der Pazifikküste, die die höchsten Punkte eines untergetauchten Gebirges darstellen.

##### Insel-System
Das Insel-System umfasst die Insular Mountains, zu welchen die Vancouver Island Ranges und die Queen Charlotte Mountains wie auch das Nanaimo Lowland, das Nahwitti Lowland und die Hecate Depression gehören.

#### Geologie und Gebirgsbildung
Die jüngeren Ketten der Canadian Rockies wurden während der späten Kreidezeit (vor 145–66 Millionen Jahren) emporgehoben und sind damit ein relativ neues, hochaufragendes und schwach erodiertes Gebirge.
Während der letzten Kaltzeit war ganz British Columbia (mit Ausnahme von Haida Gwaii und der Brooks-Halbinsel) von Eis bedeckt.
| Berg                                                              | Höhe (m) |
| ----------------------------------------------------------------- | -------- |
| Saint Elias Mountains                                             |          |
| Fairweather Mountain (höchster Punkt an der Grenze Alaska – B.C.) | 4.663    |
| Mount Quincy Adams (an der Grenze Alaska – B.C.)                  | 4.133    |
| Mount Root (an der Grenze Alaska – B.C.)                          | 3.901    |
| Coast Mountains                                                   |          |
| Mount Waddington                                                  | 4.016    |
| Mount Tiedemann                                                   | 3.848    |
| Combatant Mountain                                                | 3.756    |
| Rocky Mountains                                                   |          |
| Mount Robson                                                      | 3.954    |
| Mount Columbia (an der Grenze Alberta – B.C.)                     | 3.747    |
| Mount Clemenceau                                                  | 3.642    |
| Selkirk Mountains                                                 |          |
| Mount Sir Sandford                                                | 3.522    |
| Cariboo Mountains                                                 |          |
| Mount Sir Wilfrid Laurier                                         | 3.520    |
| Purcell Mountains                                                 |          |
| Mount Farnham                                                     | 3.481    |
| Monashee Mountains                                                |          |
| Mount Monashee                                                    | 3.274    |

#### Vulkanismus

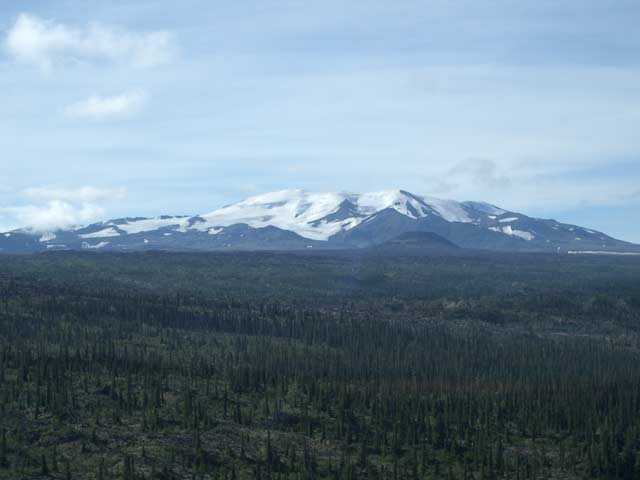
Mount Edziza, ein großer Schildvulkan im Nordwesten von British Columbia

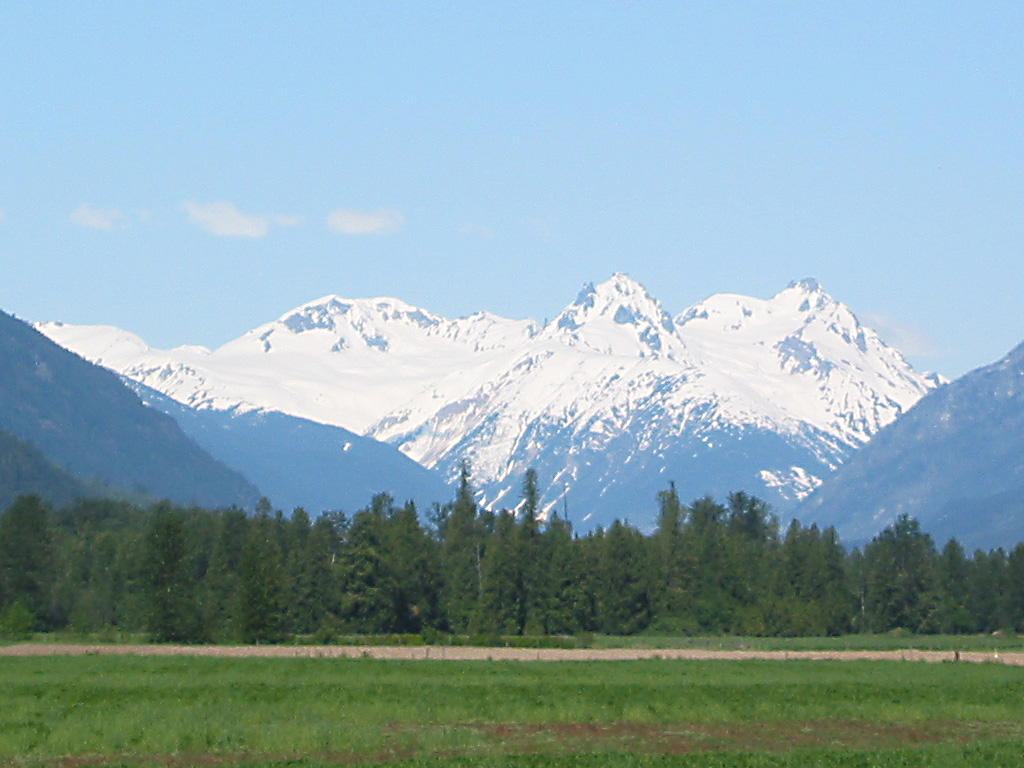
Das Mount-Meager-Massiv von Osten aus der Nähe von Pemberton; die Gipfel von links nach rechts sind der Capricorn Mountain, der Mount Meager und der Plinth Peak

Obwohl der Allgemeinheit wenig bekannt, ist British Columbia doch Heimat für ein riesiges Gebiet vulkanischer Aktivität und darin befindlicher Vulkane im pazifischen Feuerring. Mehrere Berge, die viele Einwohner von British Columbia täglich vor Augen haben, sind schlafende Vulkane. Die meisten von ihnen brachen während des Pleistozän und Holozän aus. Obwohl es gegenwärtig keine Vulkanausbrüche in Kanada gibt, werden doch verschiedene Vulkane, Vulkanfelder und Vulkangürtel für potenziell aktiv gehalten, und 49 von ihnen brachen in den vergangenen 10.000 Jahren aus; weitere waren in den letzten zwei Millionen Jahren aktiv. An einigen Vulkanen gibt es Thermalquellen. Zehn Vulkane scheinen seit 1975 mit seismischer Aktivität in Zusammenhang zu stehen, darunter der Mount Silverthrone, das Mount-Meager-Massiv, das Wells-Gray-Clearwater-Vulkanfeld, der Mount Garibaldi, der Mount Cayley, der Castle Rock, The Volcano, der Mount Edziza, der Hoodoo Mountain und die Crow Lagoon. Zahlreiche Schildvulkane entwickelten sich während des Tertiärs im nördlichen Zentrum des heutigen British Columbia, und einige von ihnen waren zwischenzeitlich bis in historische Zeiten hinein aktiv. Mount Edziza und Level Mountain sind höchst spektakuläre Exemplare. Mount Edziza ist ein Schichtvulkan, der aus einem basalen Schild aus basaltischer Lava, ausgestoßen von einem zentralen Schlot und zahlreichen Flankenvulkanen, sowie aus Aschenablagerungen und Blocklaven besteht. Der Komplex hat eine lange Ausbruchsgeschichte, die vor etwa zehn Millionen Jahren begann und vor etwa 1.300 Jahren endete.
Die Vulkane von British Columbia werden in vier Vulkangürteln mit unterschiedlichen tektonischen Gegebenheiten gruppiert. Der Garibaldi-Vulkangürtel ist eine von Nord nach Süd verlaufende Kette von Vulkanen im südwestlichen British Columbia. Er ist der nördlichste Abschnitt des Cascade Volcanic Arc in den Vereinigten Staaten und enthält die explosivsten jungen Vulkane in Kanada. Er entstand durch die Subduktion der Juan-de-Fuca-Platte an der Cascadia-Subduktionszone. Die Ausbruchstypen innerhalb des Gürtels reichen von Effusionen bis zu Ejektionen, wobei die Gesteine Basalte bis Rhyolithe umfassen. Die jüngste katastrophale Eruption ereignete sich 2.350 BP am Mount-Meager-Massiv. Sie produzierte eine mindestens 20 km hohe Eruptionssäule, die bis in die Stratosphäre reichte und den Lillooet River mit Brekzie staute.
Der Anahim-Vulkangürtel besteht aus einer Reihe von Ost nach West angeordneter Vulkane. Die Vulkane entstanden möglicherweise, als sich die Nordamerikanische Platte über den Anahim-Hotspot bewegte. Der Hotspot ist mit dem vergleichbar, der die Hawaii-Inseln speist. Der letzte Vulkanausbruch ereignete sich vor etwa 7.000 Jahren an einem kleinen Schlackenkegel, dem Nazko Cone.
Die Northern Cordilleran Volcanic Province (manchmal als Stikine Volcanic Belt [dt. Stikine-Vulkangürtel] bezeichnet) ist die aktivste Vulkanregion in Kanada; hier finden sich mehr als 100 Vulkane, darunter Kanadas größte. Aus dieser Region sind aus den vergangenen 400 Jahren verschiedene Eruptionen bekannt. Sie entstand infolge von Verwerfungen, Brüchen, Riften und den Interaktionen zwischen der Pazifischen und der Nordamerikanischen Platte.
Die Entstehung der Chilcotin Group im südlichen British Columbia wird für ein Ergebnis der Ausweitung eines Backarc-Beckens hinter der Cascadia-Subduktionszone gehalten.
Das Wells-Gray-Clearwater-Vulkanfeld im südöstlichen British Columbia besteht aus zahlreichen kleinen, basaltischen Vulkanen und ausgedehnten Lavaflüssen. Viele einzelne Vulkane in dem Feld waren in den letzten drei Millionen Jahren aktiv, zu einer Zeit, als die Region mindestens zweimal noch vor der Fraser-Vereisung (auch als Wisconsin-Vereisung bekannt) von einer dicken Eisschicht bedeckt war. Der Ursprung des Vulkanismus ist noch unbekannt, steht aber möglicherweise im Zusammenhang mit einer Verdünnung der Erdkruste. Der letzte Ausbruch in dem Vulkanfeld geschah 1500 am Kostal Cone. Die vulkanische Aktivität im Feld schuf auch die 142 m hohen Helmcken Falls, welcher der vierthöchste Wasserfall in Kanada ist. Seine Entstehung geht auf vulkanisches Gestein zurück, das im breiten Tal des Murtle River abgelagert wurde. Schicht auf Schicht frischer Lava schuf ebene Gebiete, über die während der letzten Eiszeit gewaltige Fluten hinweg stürzten. Diese Fluten formten die aufrechten Klippen in den Lavaflüssen, über die der Fluss heute fließt. Der Schutz der Helmcken Falls war einer der Hauptgründe für die Ausweisung des Wells Gray Provincial Park. Es ist demzufolge unwahrscheinlich, dass ein so großes Wildnisgebiet geschützt worden wäre, wenn die vulkanischen Objekte nicht vorhanden gewesen wären.

### Gewässer

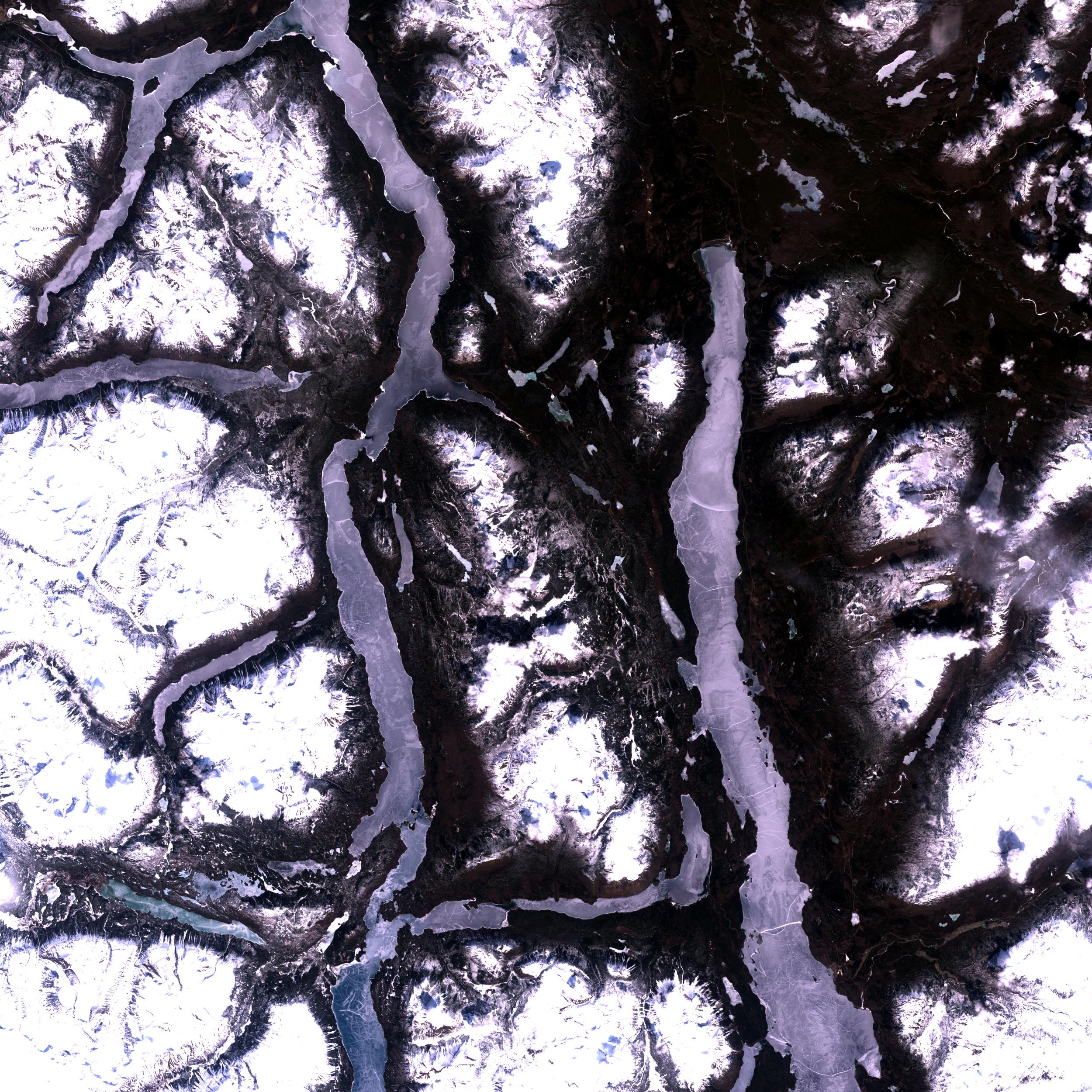
Ein Teil des Atlin Lake (auf der rechten Hälfte des Bildes) im Winter als Satellitenbild; das Foto illustriert ausgezeichnet die langgestreckten Seen in British Columbia

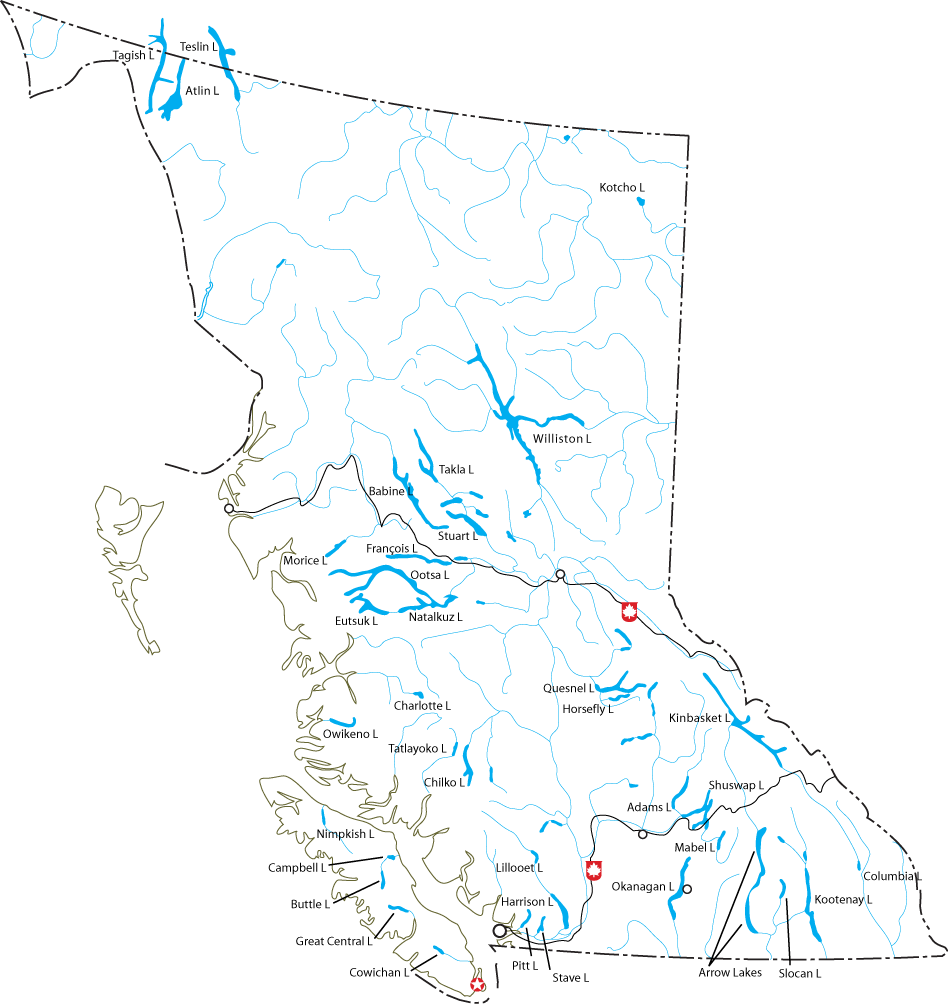
Seen von British Columbia
Vergleiche die aktuelle Größe

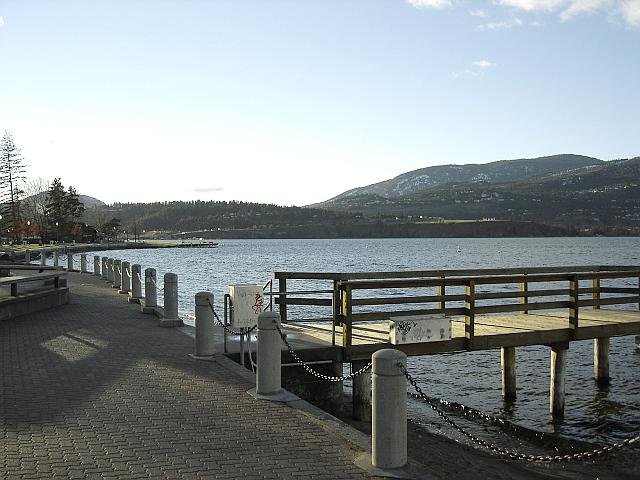
Blick auf den Okanagan Lake

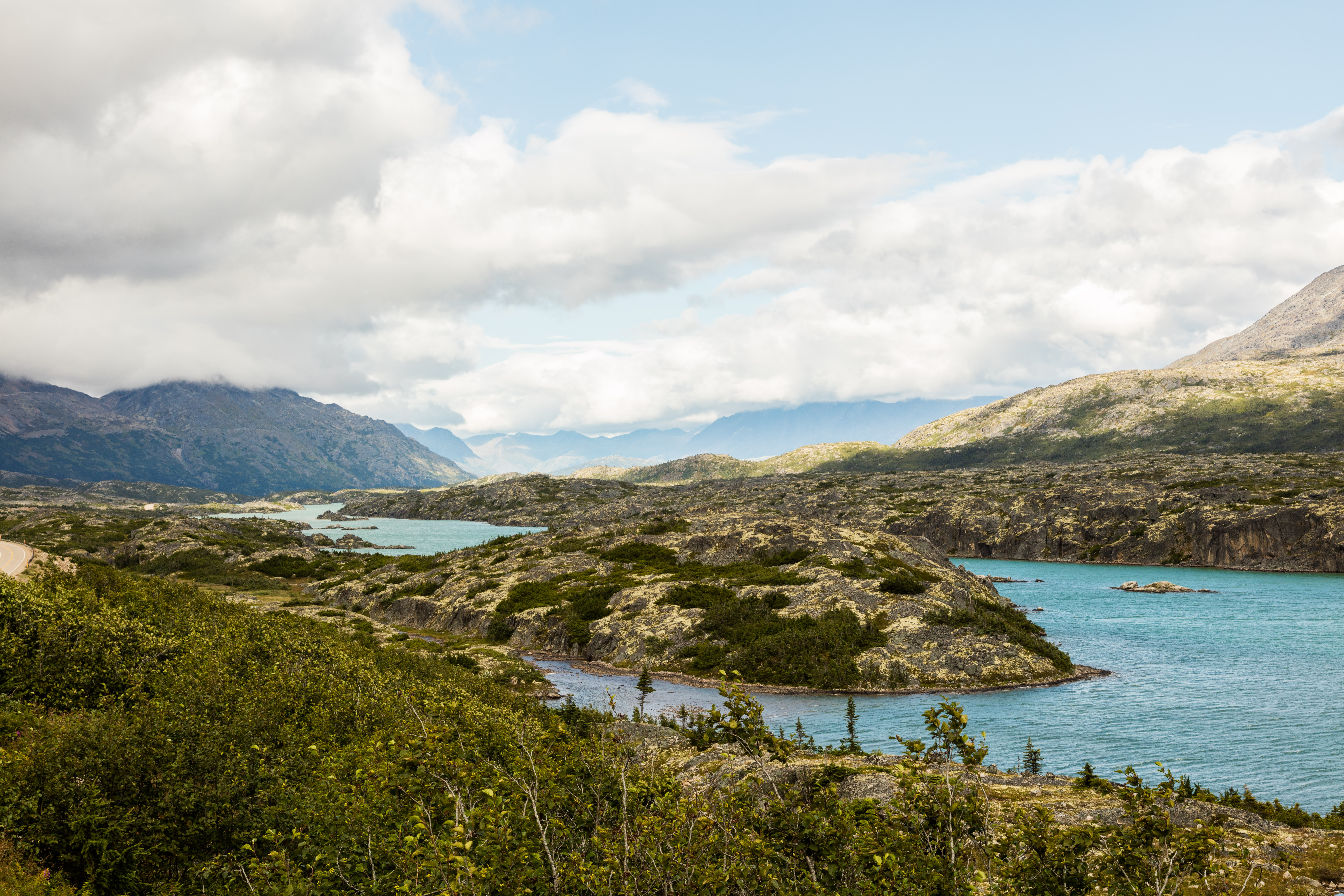
Lake Bernard

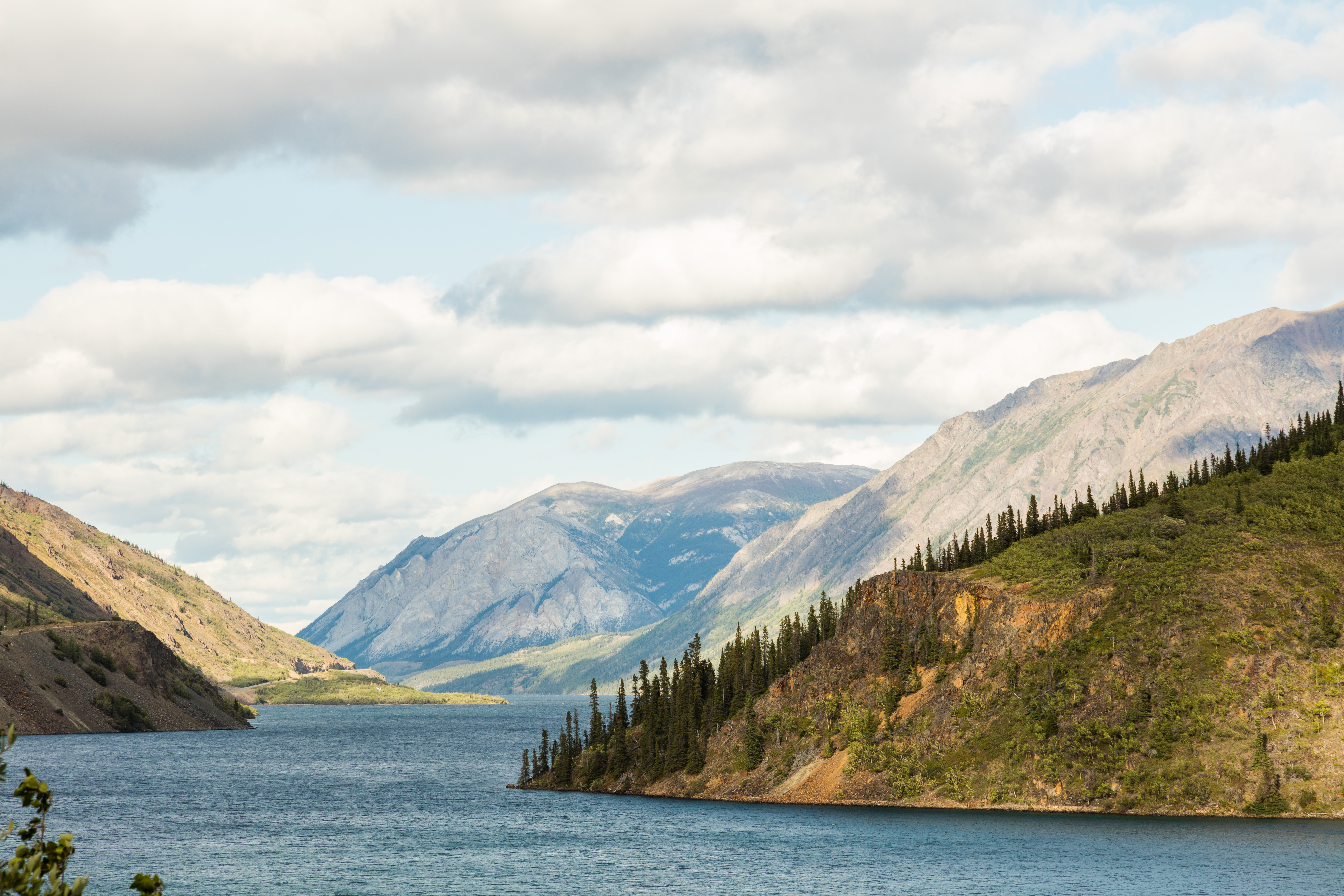
Lake Tutshi

Der Fraser River bildet einen wichtigen Transportkorridor, indem er einen Großteil des zentralen und südlichen British Columbia in den Pazifik entwässert. Andere wichtige Flüsse sind z. B. der obere Columbia River und der Kootenay River. Im Norden British Columbias fließen der Stikine River, der Nass River und der Skeena River dem Pazifik und der Peace River nordostwärts dem Arktischen Ozean zu. Die Wasserkraft-Ressourcen in British Columbia sind weitgehend erschlossen, und Zellstoff- und Papier-Betriebe sowie Sägemühlen sind in der ganzen Provinz weit verbreitet. Die Flüsse Fraser, Nass und Skeena sind aufgrund des Schutzes der Lachswanderungen nicht reguliert. Die Flüsse und ihre Täler bieten seit langer Zeit Transportrouten durch die Berge.
Lange, schmale Seen sind in vielen Tälern des British Columbia Interior zu finden; dazu gehören der Atlin Lake, der Kootenay Lake, der Okanagan Lake, der Quesnel Lake und der Shuswap Lake. Mehrere hohe Dämme haben Stauseen wie den Kinbasket Lake entstehen lassen, teilweise auch am Columbia River (siehe Staudämme am Columbia River) und am Peace River. Der Williston Lake am Peace River ist das größte stehende Gewässer der Provinz.
| Fluss                                                    | Einzugsgebiet (km²) | Länge (km) | Abfluss (m³/s) |
| -------------------------------------------------------- | ------------------- | ---------- | -------------- |
| Columbia (Mündung bis zur Stauwurzel des Columbia Lake)  | 668.000             | 2.000      | 7.500          |
| (Grenze zu den USA bis zur Stauwurzel des Columbia Lake) | 102.800             | 801        | 2.800          |
| Kootenay                                                 | 37.700              | 780        | 782            |
| Kettle (bis zum Beginn des Holmes Lake)                  | 4.700               | 336        | 82,2           |
| Okanagan (bis zum Beginn des Okanagan Lake)              | 21.600              | 314        | 18,3           |
| Fraser                                                   | 232.300             | 1.370      | 3.340          |
| Thompson (bis zum Beginn des North Thompson)             | 55.400              | 489        | 772            |
| North Thompson                                           | 20.700              | 338        | 427            |
| South Thompson (bis zum Beginn des Shuswap Lake)         | 17.800              | 332        | 292            |
| Nechako (bis zum Beginn des Eutsuk Lake)                 | 47.100              | 462        | 277            |
| Stuart (bis zum Beginn des Driftwood)                    | 16.200              | 415        | 131            |
| Skeena                                                   | 54.400              | 579        | 911            |
| Stikine                                                  | 49.800              | 539        | 1.580          |
| Nass                                                     | 21.100              | 380        | 780            |
| Peace (bis zum Beginn des Finlay)                        | 302.500             | 1.923      | 1.540          |

| See                              | Fläche (km²) | Höhe (m) | Tiefe (m) | Volumen (km³) |
| -------------------------------- | ------------ | -------- | --------- | ------------- |
| Williston                        | 1.761        | 671      | 166       | 70,3          |
| Atlin (incl. des Teils in Yukon) | 775          | 668      | 283       | 54,0          |
| Sproat                           | 546          | 29       | 195       | 23,0          |
| Kinbasket                        | 529          | 754      | 240       | -             |
| Babine                           | 495          | 711      | 180       | 37            |
| Kootenay                         | 389          | 530      | 154       | 36,7          |
| Ootsa                            | 404          | 855      | -         | -             |
| Stuart                           | 358          | 680      | 95        | 9,6           |
| Okanagan                         | 351          | 342      | 230       | 24,6          |
| Shuswap                          | 310          | 347      | 161       | 19,1          |
| Upper Arrow                      | 301          | -        | -         | -             |
| Eutsuk                           | 267          | -        | 305       | 28,5          |
| Quesnel                          | 266          | 729      | 600       | 41,8          |
| Takla                            | 265          | 791      | 287       | 28,4          |
| Francois                         | 258          | 715      | 244       | 23,1          |
| Harrison                         | 218          | 10       | 279       | 33            |
| Chilko                           | 180          | 1172     | 366       | 21,2          |
| Adams                            | 137          | 404      | 464       | 23,2          |
| Murtle                           | 76,3         | 1067     | 333       | 8,2           |
| Slocan                           | 69,3         | 535      | 298       | 11,9          |
| Kennedy                          | 69,2         | 4        | -         | -             |
| Charlotte                        | 66           | 1175     | 101       | 2,7           |
| Mabel                            | 60           | 396      | 192       | 6,8           |
| Stave                            | 59           | 81       | 101       | 2,0           |
| Pitt                             | 58           | 0        | 142,6     | 2,4           |
| Horsefly                         | 57           | 783      | 191       | 3,9           |
| Canim                            | 56           | 772      | 209       | 7,2           |
| Bowser                           | 55,7         | 368      | 119       | -             |
| Tahtsa                           | 53           | 852      | 218       | 3,3           |
| Kamloops                         | 52           | 335      | 152       | 3,7           |
| Great Central                    | 50,85        | 82       | 250       | 6,3           |
| Carpenter                        | 50           | -        | -         | -             |
| Nation                           | 47           | 1081     | 78        | 1,2           |
| Tatlayoko                        | 40           | 827      | 210       | 4,3           |
| Meziadan                         | 37,3         | 305      | 133       | 2,2           |
| Inzana                           | 36,6         | 880      | 95,4      | 1,3           |

## Klima

Klimazonen nach Köppen und Geiger in British Columbia

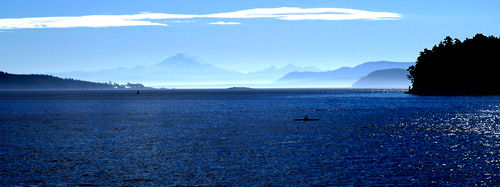
Die Strait of Georgia, nahe Vancouver

Aufgrund der vielen Gebirge und der zerrissenen Küstenlinie gibt es innerhalb der Provinz dramatische Unterschiede im Klima.
Die Küstengebiete im südlichen British Columbia haben ein mildes, feuchtes ozeanisches Klima, das vom Nordpazifikstrom beeinflusst wird, welcher seinen Ursprung im Japanstrom hat. Am Hucuktlis Lake auf Vancouver Island fallen jährlich 6.903 mm Niederschlag, und einige Bereiche des Gebiets werden sogar als zu sommerwarmem Mittelmeerklima gehörig geführt, was zu den nördlichsten Vorkommen dieser Klimate in der Welt gehört. In Victoria beträgt die durchschnittliche Jahrestemperatur 11,2° C, die höchste in Kanada.
Aufgrund der Blockadewirkung aufeinanderfolgender Bergketten ist das Klima in einigen Tälern des Inlands semi-arid; an mehreren Orten fallen weniger als 300 mm Jahresniederschlag.
| Ort           | Januar   | Januar   | April   | April   | Juli    | Juli    | Oktober | Oktober |
| Ort           | Max      | Min      | Max     | Min     | Max     | Min     | Max     | Min     |
| ------------- | -------- | -------- | ------- | ------- | ------- | ------- | ------- | ------- |
| Prince Rupert | 5,6° C   | -0,8° C  | 10,2° C | 2,5° C  | 16,2° C | 10,5° C | 11,1° C | 4,9° C  |
| Tofino        | 8,3° C   | 2,3° C   | 11,9° C | 4,0° C  | 18,9° C | 10,5° C | 13,6° C | 6,3° C  |
| Nanaimo       | 6,9° C   | 0,1° C   | 14,1° C | 3,9° C  | 23,9° C | 12,3° C | 14,6° C | 5,2° C  |
| Victoria      | 7,6° C   | 1,5° C   | 13,6° C | 4,3° C  | 22,4° C | 11,3° C | 14,2° C | 5,7° C  |
| Vancouver     | 6,9° C   | 1,4° C   | 13,2° C | 5,6° C  | 22,2° C | 13,7° C | 13,5° C | 7,0° C  |
| Chilliwack    | 6,1° C   | 0,4° C   | 15,8° C | 5,2° C  | 25,0° C | 12,5° C | 15,3° C | 6,4° C  |
| Penticton     | 1,8° C   | -3,0° C  | 15,7° C | 2,5° C  | 28,7° C | 13,3° C | 14,3° C | 3,2° C  |
| Kamloops      | 0,4° C   | -5,9° C  | 16,6° C | 3,2° C  | 28,9° C | 14,2° C | 13,7° C | 3,3° C  |
| Osoyoos       | 2,0° C   | -3,8° C  | 18,1° C | 3,6° C  | 31,5° C | 14,3° C | 16,4° C | 3,5° C  |
| Princeton     | -1,4° C  | -8,6° C  | 14,4° C | -0,3° C | 26,3° C | 9,5° C  | 13,2° C | 0,3° C  |
| Cranbrook     | -1,9° C  | -10,2° C | 12,9° C | 0,3° C  | 26,2° C | 11,2° C | 11,7° C | -0,3° C |
| Prince George | -4,0° C  | -11,7° C | 11,2° C | -1,1° C | 22,4° C | 9,1° C  | 9,4° C  | -0,5° C |
| Fort Nelson   | -16,1° C | -24,6° C | 9,6° C  | -3,6° C | 23,2° C | 10,9° C | 5,2° C  | -4,2° C |

### Südliche Küste
Das Klima der Küste von British Columbia ist generell ozeanisch (Cfb nach Köppen und Geiger). Die Winter sind stark bewölkt, kühl und extrem niederschlagsreich, dennoch im Allgemeinen frostfrei. Die Sommer sind kühl und vergleichsweise trocken mit Temperaturen, die im Allgemeinen zwischen 16 und 24° C liegen. Die Niederschlagsmenge liegt allgemein um 3.000 mm; Niederschläge fallen an rund 200 Tagen im Jahr. Küstennebel entwickelt sich häufig, insbesondere im Winter; die Sonnenscheindauer liegt bei etwa 1.400 Stunden im Jahr.
Ausnahmen zu den feuchten und wolkigen Wintern gibt es in British Columbia während des El Niño. Bei diesen Ereignissen verlagert sich der Jetstream quer durch Nordamerika weiter nach Süden, sodass die Winter in der Provinz milder und trockener als normal ausfallen. Im entgegengesetzten Fall, während einer La Niña, sind die Winter feuchter und kälter.
|                        | Jan   | Feb   | Mär   | Apr   | Mai   | Jun   | Jul  | Aug  | Sep   | Okt   | Nov   | Dez   |   |         |
| Mittl. Temperatur (°C) | 4,1   | 4,6   | 6,2   | 8,4   | 11,1  | 13,4  | 15,3 | 15,6 | 13,4  | 9,6   | 6,1   | 3,8   | ⌀ | 9,3     |
| Mittl. Tagesmax. (°C)  | 6,3   | 7,5   | 9,7   | 12,3  | 15,2  | 17,4  | 19,4 | 20,0 | 17,8  | 12,9  | 8,5   | 5,9   | ⌀ | 12,8    |
| Rekordmaximum (°C)     | 19,0  | 16,5  | 20,0  | 24,5  | 27,5  | 31,0  | 31,7 | 33,5 | 28,9  | 24,0  | 17,2  | 15,0  | ᐃ | 0       |
| Mittl. Tagesmin. (°C)  | 1,8   | 1,6   | 2,7   | 4,3   | 6,9   | 9,4   | 11,0 | 11,1 | 9,0   | 6,3   | 3,7   | 1,6   | ⌀ | 5,8     |
| Rekordminimum (°C)     | −12,5 | −10,5 | −6,7  | −2,5  | 0,0   | 1,7   | 5,0  | 2,2  | −0,6  | −3,5  | −11,5 | −11,1 | ᐁ | 0       |
|                        |       |       |       |       |       |       |      |      |       |       |       |       |   |         |
| Niederschlag (mm)      | 555,7 | 376,6 | 362,3 | 258,7 | 154,7 | 107,9 | 50,5 | 82,4 | 123,9 | 371,2 | 579,7 | 481,0 | Σ | 3.504,6 |
|                        |       |       |       |       |       |       |      |      |       |       |       |       |   |         |
| Regentage (d)          | 22,8  | 18,4  | 22,3  | 19,3  | 16,7  | 13,9  | 9,0  | 9,6  | 11,1  | 18,8  | 23,1  | 22,4  | Σ | 207,4   |

| 1,8 |

| 1,6 |

| 2,7 |

| 4,3 |

| 6,9 |

| 9,4 |

| 11,0 |

| 11,1 |

| 9,0 |

| 6,3 |

| 3,7 |

| 1,6 |

| 1,8 |

| 1,6 |

| 2,7 |

| 4,3 |

| 6,9 |

| 9,4 |

| 11,0 |

| 11,1 |

| 9,0 |

| 6,3 |

| 3,7 |

| 1,6 |

| N i e d e r s c h l a g | 555,7 | 376,6 | 362,3 | 258,7 | 154,7 | 107,9 | 50,5 | 82,4 | 123,9 | 371,2 | 579,7 | 481,0 |
|                         | Jan   | Feb   | Mär   | Apr   | Mai   | Jun   | Jul  | Aug  | Sep   | Okt   | Nov   | Dez   |

### Lower Mainland
Ebenso wie in Regionen wie San Francisco und Südkalifornien auch findet sich im Lower Mainland eine Vielzahl mikroklimatischer Bedingungen. Hier sind die Winter wolkig, kühl und regnerisch, während die Sommer quer durch die Region durch unterschiedliche klimatische Bedingungen geprägt sind. So hat zum Beispiel Delta an der Südwestspitze der Region im Sommer Höchsttemperaturen von 21° C, während im Inland wie in Abbotsford und Chilliwack die Temperaturen im Sommer auf 25° C, örtlich auf über 30° C steigen können. Die Niederschlagssummen bewegen sich zwischen 900 und 2.000 mm. Die jährliche Sonnenscheindauer beträgt zwischen 1.500 und 2.000 Stunden.
|                        | Jan   | Feb   | Mär   | Apr   | Mai   | Jun   | Jul   | Aug   | Sep   | Okt   | Nov   | Dez   |   |         |
| Mittl. Temperatur (°C) | 4,1   | 4,7   | 6,7   | 9,4   | 13,0  | 15,8  | 18,2  | 18,2  | 15,2  | 10,3  | 6,4   | 3,9   | ⌀ | 10,5    |
| Mittl. Tagesmax. (°C)  | 6,8   | 7,9   | 10,1  | 13,1  | 16,9  | 19,6  | 22,4  | 22,4  | 19,1  | 13,5  | 9,3   | 6,6   | ⌀ | 14      |
| Rekordmaximum (°C)     | 15,3  | 18,4  | 20,0  | 26,1  | 30,4  | 33,3  | 34,4  | 33,3  | 30,0  | 25,0  | 23,3  | 15,0  | ᐃ | 0       |
| Mittl. Tagesmin. (°C)  | 1,4   | 1,5   | 3,3   | 5,7   | 9,0   | 11,9  | 13,9  | 14,0  | 11,2  | 7,0   | 3,6   | 1,2   | ⌀ | 7       |
| Rekordminimum (°C)     | −17,8 | −16,1 | −9,4  | −3,3  | 0,6   | 3,9   | 6,1   | 3,9   | −1,1  | −6,1  | −14,3 | −17,8 | ᐁ | 0       |
|                        |       |       |       |       |       |       |       |       |       |       |       |       |   |         |
| Niederschlag (mm)      | 174,0 | 90,8  | 106,4 | 85,5  | 59,1  | 51,1  | 34,1  | 36,1  | 51,9  | 123,9 | 174,6 | 172,2 | Σ | 1.159,7 |
|                        |       |       |       |       |       |       |       |       |       |       |       |       |   |         |
| Sonnenstunden (h/d)    | 1,942 | 3,250 | 4,348 | 6,167 | 7,177 | 7,563 | 9,348 | 8,939 | 7,093 | 3,893 | 2,013 | 1,822 | ⌀ | 5,3     |
|                        |       |       |       |       |       |       |       |       |       |       |       |       |   |         |
| Regentage (d)          | 20,0  | 15,5  | 17,6  | 15,3  | 12,7  | 11,6  | 6,2   | 6,4   | 8,6   | 15,4  | 19,6  | 20,5  | Σ | 169,4   |
|                        |       |       |       |       |       |       |       |       |       |       |       |       |   |         |
| Luftfeuchtigkeit (%)   | 81,1  | 74,8  | 70,1  | 65,7  | 63,7  | 62,0  | 61,2  | 62,2  | 67,9  | 76,2  | 80,0  | 81,9  | ⌀ | 70,6    |

| 1,4 |

| 1,5 |

| 3,3 |

| 5,7 |

| 9,0 |

| 11,9 |

| 13,9 |

| 14,0 |

| 11,2 |

| 7,0 |

| 3,6 |

| 1,2 |

| 1,4 |

| 1,5 |

| 3,3 |

| 5,7 |

| 9,0 |

| 11,9 |

| 13,9 |

| 14,0 |

| 11,2 |

| 7,0 |

| 3,6 |

| 1,2 |

| N i e d e r s c h l a g | 174,0 | 90,8 | 106,4 | 85,5 | 59,1 | 51,1 | 34,1 | 36,1 | 51,9 | 123,9 | 174,6 | 172,2 |
|                         | Jan   | Feb  | Mär   | Apr  | Mai  | Jun  | Jul  | Aug  | Sep  | Okt   | Nov   | Dez   |

### Südwestliches Interior
Im Südwesten des British Columbia Interior sind die Winter vergleichsweise kälter als an der Küste, aber für im Inland gelegene Orte immer noch sehr mild. Die Temperaturen liegen zwischen -5 und 4° C. Im Gegensatz dazu sind die Sommertemperaturen die höchsten in Kanada und liegen im Allgemeinen zwischen 27 und 40,5° C. Regionale Mittelwerte reichen von 26° C in höheren Lagen bis zu 32° C in Osoyoos, welches die höchsten Tagestemperaturen in ganz Kanada aufweist. Obwohl die Tage heiß sind, ist doch die Luftfeuchtigkeit gering und die Nächte sind sehr kühl; im Sommer erreichen die Nachttemperaturen 15° C. Die Regionen sind typischerweise sehr trocken, wobei in einigen Orten die Niederschläge in etwa 100 Tagen weniger als 300 mm erreichen, was im starken Kontrast zu den weltweit feuchtesten Regionen an der Küste steht. Trotz des ariden Klimas treten im Winter oft Inversionswetterlagen auf, was die Sonnenscheindauer auf 1.700 bis 2.000 Stunden jährlich beschränkt, ein Wert, der angesichts der Trockenheit außerordentlich niedrig ist.
|                        | Jan   | Feb   | Mär   | Apr  | Mai  | Jun  | Jul  | Aug  | Sep  | Okt  | Nov   | Dez   |   |       |
| Mittl. Temperatur (°C) | −0,9  | 1,9   | 6,6   | 10,9 | 15,6 | 19,2 | 22,9 | 22,3 | 17,3 | 10,0 | 3,4   | −0,7  | ⌀ | 10,8  |
| Mittl. Tagesmax. (°C)  | 2,0   | 6,7   | 12,5  | 18,1 | 23,1 | 26,8 | 31,5 | 31,1 | 25,6 | 16,4 | 7,1   | 2,0   | ⌀ | 17    |
| Rekordmaximum (°C)     | 17,5  | 17,0  | 25,4  | 32,8 | 36,1 | 45,0 | 42,8 | 41,7 | 37,5 | 28,9 | 21,1  | 18,1  | ᐃ | 0     |
| Mittl. Tagesmin. (°C)  | −3,8  | −2,9  | −0,3  | 3,6  | 7,9  | 11,6 | 14,3 | 13,5 | 8,9  | 3,5  | −0,6  | −3,5  | ⌀ | 4,4   |
| Rekordminimum (°C)     | −26,1 | −22,0 | −17,8 | −6,7 | −3,9 | 0,6  | 5,6  | 4,0  | −2,2 | −9,8 | −22,5 | −26,1 | ᐁ | 0     |
|                        |       |       |       |      |      |      |      |      |      |      |       |       |   |       |
| Niederschlag (mm)      | 28,8  | 22,3  | 24,0  | 24,2 | 37,1 | 41,7 | 24,6 | 17,3 | 14,9 | 18,6 | 33,8  | 35,8  | Σ | 323,1 |
|                        |       |       |       |      |      |      |      |      |      |      |       |       |   |       |
| Regentage (d)          | 12,0  | 9,2   | 9,9   | 9,7  | 10,4 | 10,2 | 6,7  | 5,5  | 5,2  | 7,8  | 12,2  | 12,3  | Σ | 111,1 |
|                        |       |       |       |      |      |      |      |      |      |      |       |       |   |       |
| Luftfeuchtigkeit (%)   | 83,4  | 83,0  | 76,4  | 73,8 | 75,3 | 72,5 | 70,3 | 77,3 | 81,2 | 81,6 | 81,5  | 81,7  | ⌀ | 78,1  |

| −3,8 |

| −2,9 |

| −0,3 |

| 3,6 |

| 7,9 |

| 11,6 |

| 14,3 |

| 13,5 |

| 8,9 |

| 3,5 |

| −0,6 |

| −3,5 |

| −3,8 |

| −2,9 |

| −0,3 |

| 3,6 |

| 7,9 |

| 11,6 |

| 14,3 |

| 13,5 |

| 8,9 |

| 3,5 |

| −0,6 |

| −3,5 |

| N i e d e r s c h l a g | 28,8 | 22,3 | 24,0 | 24,2 | 37,1 | 41,7 | 24,6 | 17,3 | 14,9 | 18,6 | 33,8 | 35,8 |
|                         | Jan  | Feb  | Mär  | Apr  | Mai  | Jun  | Jul  | Aug  | Sep  | Okt  | Nov  | Dez  |

### Südöstliches Interior
Diese Region, eher östlich gelegen, weist typischerweise ein ähnliches Wetter wie das südwestliche Interior auf, welches allerdings durch den Stau an den Gebirgen und die höheren Lagen kühlere und feuchtere Bedingungen herrschen. Die Temperaturen im Winter liegen zwischen -15 und 2° C, während im Sommer Temperaturen zwischen 23 und 31° C aufgezeichnet werden.
|                        | Jan   | Feb   | Mär   | Apr   | Mai   | Jun   | Jul   | Aug   | Sep   | Okt   | Nov   | Dez   |   |       |
| Mittl. Temperatur (°C) | −1,6  | −0,1  | 4,4   | 8,8   | 13,3  | 16,8  | 20,2  | 20,0  | 14,7  | 8,0   | 2,1   | −2,1  | ⌀ | 8,8   |
| Mittl. Tagesmax. (°C)  | 0,5   | 3,2   | 9,4   | 15,3  | 20,0  | 23,6  | 28,1  | 28,2  | 22,0  | 12,9  | 4,7   | 0,0   | ⌀ | 14    |
| Rekordmaximum (°C)     | 10,0  | 14,3  | 23,1  | 32,2  | 34,5  | 43,9  | 41,1  | 40,0  | 36,8  | 27,2  | 19,4  | 11,7  | ᐃ | 43,9  |
| Mittl. Tagesmin. (°C)  | −3,7  | −3,5  | −0,7  | 2,3   | 6,5   | 10,0  | 12,2  | 11,7  | 7,3   | 3,0   | −0,6  | −4,2  | ⌀ | 3,4   |
| Rekordminimum (°C)     | −25,7 | −25,0 | −18,3 | −10,0 | −3,9  | −1,1  | 3,3   | 0,0   | −7,8  | −11,3 | −20,2 | −30,6 | ᐁ | −30,6 |
|                        |       |       |       |       |       |       |       |       |       |       |       |       |   |       |
| Niederschlag (mm)      | 75,5  | 51,2  | 62,9  | 59,3  | 70,3  | 72,3  | 48,1  | 30,4  | 42,4  | 51,3  | 96,7  | 90,3  | Σ | 750,7 |
|                        |       |       |       |       |       |       |       |       |       |       |       |       |   |       |
| Sonnenstunden (h/d)    | 1,255 | 2,718 | 4,155 | 5,793 | 7,313 | 7,767 | 9,416 | 8,913 | 6,800 | 3,974 | 1,607 | 1,077 | ⌀ | 5,1   |
|                        |       |       |       |       |       |       |       |       |       |       |       |       |   |       |
| Regentage (d)          | 16,5  | 13,4  | 14,5  | 14,4  | 15,5  | 14,4  | 9,7   | 7,7   | 8,2   | 12,1  | 17,4  | 16,6  | Σ | 160,4 |
|                        |       |       |       |       |       |       |       |       |       |       |       |       |   |       |
| Luftfeuchtigkeit (%)   | 76,0  | 66,6  | 52,5  | 42,8  | 43,7  | 45,7  | 37,3  | 35,0  | 42,6  | 58,1  | 74,6  | 77,7  | ⌀ | 54,3  |

| −3,7 |

| −3,5 |

| −0,7 |

| 2,3 |

| 6,5 |

| 10,0 |

| 12,2 |

| 11,7 |

| 7,3 |

| 3,0 |

| −0,6 |

| −4,2 |

| −3,7 |

| −3,5 |

| −0,7 |

| 2,3 |

| 6,5 |

| 10,0 |

| 12,2 |

| 11,7 |

| 7,3 |

| 3,0 |

| −0,6 |

| −4,2 |

| N i e d e r s c h l a g | 75,5 | 51,2 | 62,9 | 59,3 | 70,3 | 72,3 | 48,1 | 30,4 | 42,4 | 51,3 | 96,7 | 90,3 |
|                         | Jan  | Feb  | Mär  | Apr  | Mai  | Jun  | Jul  | Aug  | Sep  | Okt  | Nov  | Dez  |

### Cariboo
Diese Region weist typischerweise ein kühleres Wetter auf, bedingt durch die höheren Breitengrade und die höhere Lage über dem Meeresspiegel. In Bezug auf die meisten anderen Regionen derselben Breitengrade in Kanada ist sie allerdings im Allgemeinen wärmer. Die Temperaturen liegen im Winter zwischen -20 und 0° C, im Sommer zwischen 18 und 25° C.
|                        | Jan   | Feb   | Mär   | Apr   | Mai  | Jun  | Jul  | Aug  | Sep   | Okt   | Nov   | Dez   |   |       |
| Mittl. Temperatur (°C) | −7,8  | −5,4  | −0,7  | 4,9   | 10,3 | 13,7 | 15,9 | 15,1 | 10,4  | 4,4   | −2,1  | −6,7  | ⌀ | 4,4   |
| Mittl. Tagesmax. (°C)  | −3,9  | −0,7  | 4,8   | 11,1  | 17,2 | 20,2 | 22,6 | 22,2 | 16,9  | 9,2   | 1,3   | −3,0  | ⌀ | 9,9   |
| Rekordmaximum (°C)     | 12,8  | 12,8  | 19,9  | 29,7  | 36,0 | 38,4 | 35,6 | 33,7 | 31,4  | 25,2  | 18,8  | 12,0  | ᐃ | 38,4  |
| Mittl. Tagesmin. (°C)  | −11,7 | −10,0 | −6,2  | −1,3  | 3,3  | 7,20 | 9,10 | 8,0  | 4,0   | −0,6  | −5,5  | −10,3 | ⌀ | −1,1  |
| Rekordminimum (°C)     | −50,0 | −45,0 | −37,8 | −25,6 | −8,3 | −2,8 | −1,7 | −3,9 | −12,2 | −26,5 | −41,7 | −45,6 | ᐁ | −50,0 |
|                        |       |       |       |       |      |      |      |      |       |       |       |       |   |       |
| Niederschlag (mm)      | 49,5  | 30,5  | 29,2  | 37,4  | 45,4 | 68,2 | 64,4 | 47,1 | 54,8  | 66,4  | 56,7  | 40,8  | Σ | 590,4 |
|                        |       |       |       |       |      |      |      |      |       |       |       |       |   |       |
| Sonnenstunden (h/d)    | 1,6   | 3,0   | 5,0   | 6,8   | 8,0  | 8,4  | 9,2  | 8,4  | 5,9   | 3,5   | 1,7   | 1,4   | ⌀ | 5,3   |
|                        |       |       |       |       |      |      |      |      |       |       |       |       |   |       |
| Regentage (d)          | 15,2  | 11,6  | 12    | 10,8  | 12,8 | 15,6 | 14,5 | 12,9 | 13,2  | 16,3  | 15,8  | 14,8  | Σ | 165,5 |
|                        |       |       |       |       |      |      |      |      |       |       |       |       |   |       |
| Luftfeuchtigkeit (%)   | 78,6  | 67,6  | 52,9  | 43,6  | 40,3 | 45,9 | 46,6 | 45,7 | 52,5  | 62,8  | 76,7  | 80,0  | ⌀ | 57,7  |

| −11,7 |

| −10,0 |

| −6,2 |

| −1,3 |

| 3,3 |

| 7,20 |

| 9,10 |

| 8,0 |

| 4,0 |

| −0,6 |

| −5,5 |

| −10,3 |

| −11,7 |

| −10,0 |

| −6,2 |

| −1,3 |

| 3,3 |

| 7,20 |

| 9,10 |

| 8,0 |

| 4,0 |

| −0,6 |

| −5,5 |

| −10,3 |

| N i e d e r s c h l a g | 49,5 | 30,5 | 29,2 | 37,4 | 45,4 | 68,2 | 64,4 | 47,1 | 54,8 | 66,4 | 56,7 | 40,8 |
|                         | Jan  | Feb  | Mär  | Apr  | Mai  | Jun  | Jul  | Aug  | Sep  | Okt  | Nov  | Dez  |

### Nördliche Küste
Die typischen Winter an der nördlichen Küste von British Columbia sind denen an der südlichen Küste bemerkenswert ähnlich; die Sommer sind jedoch mit Temperaturen zwischen 13 und 20° C wesentlich kühler. Es ist ebenfalls sehr feucht; an rund 230 Tagen fallen zwischen 1.500 und 4.500 mm Niederschlag im Jahr. Die Nordküste gehört zu den wolkenreichsten Orten in Kanada; in Stewart werden jährlich nur 985 Sonnenstunden gezählt.
|                        | Jan   | Feb   | Mär   | Apr   | Mai   | Jun   | Jul   | Aug   | Sep   | Okt   | Nov   | Dez   |   |         |
| Mittl. Temperatur (°C) | 2,4   | 2,7   | 4,2   | 6,4   | 9,0   | 11,6  | 13,4  | 13,8  | 11,5  | 8,0   | 4,3   | 2,7   | ⌀ | 7,5     |
| Mittl. Tagesmax. (°C)  | 5,6   | 6,1   | 7,7   | 10,2  | 12,6  | 14,7  | 16,2  | 17,0  | 14,9  | 11,1  | 7,3   | 5,5   | ⌀ | 10,8    |
| Rekordmaximum (°C)     | 17,8  | 18,9  | 20,0  | 25,5  | 29,4  | 32,2  | 30,6  | 30,0  | 27,0  | 21,7  | 20,0  | 18,9  | ᐃ | 32,2    |
| Mittl. Tagesmin. (°C)  | −0,8  | −0,7  | 0,6   | 2,5   | 5,4   | 8,4   | 10,5  | 10,6  | 8,0   | 4,9   | 1,3   | −0,2  | ⌀ | 4,2     |
| Rekordminimum (°C)     | −24,4 | −18,1 | −17,2 | −7,1  | −3,7  | 1,1   | 0,6   | 2,8   | −2,2  | −11,3 | −20,6 | −22,8 | ᐁ | −24,4   |
|                        |       |       |       |       |       |       |       |       |       |       |       |       |   |         |
| Niederschlag (mm)      | 276,3 | 185,6 | 199,6 | 172,4 | 137,6 | 108,8 | 118,7 | 169,1 | 266,3 | 373,6 | 317,0 | 294,2 | Σ | 2.619,2 |
|                        |       |       |       |       |       |       |       |       |       |       |       |       |   |         |
| Sonnenstunden (h/d)    | 1,3   | 2,3   | 3,3   | 4,9   | 5,5   | 5,2   | 4,8   | 4,8   | 3,9   | 2,3   | 1,4   | 1,0   | ⌀ | 3,4     |
|                        |       |       |       |       |       |       |       |       |       |       |       |       |   |         |
| Regentage (d)          | 22,5  | 18,5  | 21,7  | 19,6  | 18,3  | 17,3  | 17,5  | 17,5  | 19,8  | 24,2  | 23,8  | 22,8  | Σ | 243,5   |
|                        |       |       |       |       |       |       |       |       |       |       |       |       |   |         |
| Luftfeuchtigkeit (%)   | 78,5  | 71,5  | 68,1  | 67,7  | 71,2  | 75,0  | 77,6  | 77,7  | 76,1  | 77,5  | 77,6  | 80,2  | ⌀ | 74,9    |

| −0,8 |

| −0,7 |

| 0,6 |

| 2,5 |

| 5,4 |

| 8,4 |

| 10,5 |

| 10,6 |

| 8,0 |

| 4,9 |

| 1,3 |

| −0,2 |

| −0,8 |

| −0,7 |

| 0,6 |

| 2,5 |

| 5,4 |

| 8,4 |

| 10,5 |

| 10,6 |

| 8,0 |

| 4,9 |

| 1,3 |

| −0,2 |

| N i e d e r s c h l a g | 276,3 | 185,6 | 199,6 | 172,4 | 137,6 | 108,8 | 118,7 | 169,1 | 266,3 | 373,6 | 317,0 | 294,2 |
|                         | Jan   | Feb   | Mär   | Apr   | Mai   | Jun   | Jul   | Aug   | Sep   | Okt   | Nov   | Dez   |

### Nordosten
Der Nordosten der Provinz ist die einzige Region östlich der Rocky Mountains, was die klimatischen Bedingungen denen im Rest von Kanada einschließlich des benachbarten Alberta ähnlich macht. Die Temperaturen im Winter betragen zwischen -10 und -30° C, im Sommer zwischen 18 und 26° C.
|                        | Jan   | Feb   | Mär   | Apr   | Mai   | Jun   | Jul   | Aug   | Sep   | Okt   | Nov   | Dez   |   |       |
| Mittl. Temperatur (°C) | −12,7 | −9,7  | −5,2  | 3,8   | 10,1  | 14,2  | 16,3  | 15,0  | 10,4  | 3,5   | −6,1  | −10,8 | ⌀ | 2,5   |
| Mittl. Tagesmax. (°C)  | −8,6  | −5,4  | −0,5  | 9,1   | 16,0  | 19,7  | 21,7  | 20,8  | 15,7  | 7,7   | −2,4  | −6,9  | ⌀ | 7,3   |
| Rekordmaximum (°C)     | 12,9  | 12,8  | 19,7  | 27,9  | 31,8  | 38,1  | 38,3  | 33,6  | 30,0  | 25,8  | 18,3  | 11,4  | ᐃ | 38,3  |
| Mittl. Tagesmin. (°C)  | −16,7 | −14,0 | −9,8  | −1,5  | 4,2   | 8,70  | 10,70 | 9,3   | 5,1   | −0,7  | −9,7  | −14,6 | ⌀ | −2,4  |
| Rekordminimum (°C)     | −53,9 | −42,2 | −36,7 | −28,9 | −13,1 | −1,0  | 0,7   | −2,9  | −12,8 | −25,0 | −39,2 | −44,6 | ᐁ | −53,9 |
|                        |       |       |       |       |       |       |       |       |       |       |       |       |   |       |
| Niederschlag (mm)      | 28,4  | 20,7  | 26,6  | 20,6  | 34,1  | 74,9  | 76,5  | 47,8  | 42,3  | 33,4  | 34,7  | 23,6  | Σ | 463,6 |
|                        |       |       |       |       |       |       |       |       |       |       |       |       |   |       |
| Sonnenstunden (h/d)    | 74,3  | 106,4 | 175,0 | 223,4 | 267,7 | 266,5 | 287,4 | 260,0 | 177,7 | 134,7 | 70,5  | 51,8  | ⌀ | 175   |
|                        |       |       |       |       |       |       |       |       |       |       |       |       |   |       |
| Regentage (d)          | 11,8  | 8,4   | 9,3   | 6,7   | 8,9   | 12,3  | 12,5  | 10,3  | 10,0  | 9,5   | 11,5  | 9,1   | Σ | 120,3 |
|                        |       |       |       |       |       |       |       |       |       |       |       |       |   |       |
| Luftfeuchtigkeit (%)   | 69,0  | 62,8  | 54,2  | 42,9  | 39,9  | 47,1  | 49,7  | 49,3  | 51,3  | 58,5  | 72,1  | 71,9  | ⌀ | 55,7  |

| −16,7 |

| −14,0 |

| −9,8 |

| −1,5 |

| 4,2 |

| 8,70 |

| 10,70 |

| 9,3 |

| 5,1 |

| −0,7 |

| −9,7 |

| −14,6 |

| −16,7 |

| −14,0 |

| −9,8 |

| −1,5 |

| 4,2 |

| 8,70 |

| 10,70 |

| 9,3 |

| 5,1 |

| −0,7 |

| −9,7 |

| −14,6 |

| N i e d e r s c h l a g | 28,4 | 20,7 | 26,6 | 20,6 | 34,1 | 74,9 | 76,5 | 47,8 | 42,3 | 33,4 | 34,7 | 23,6 |
|                         | Jan  | Feb  | Mär  | Apr  | Mai  | Jun  | Jul  | Aug  | Sep  | Okt  | Nov  | Dez  |

## Schutzgebiete
Es gibt 14 Kategorien von Schutzgebieten in der Provinz, welche die unterschiedliche Verwaltung und Entstehung der Gebiete widerspiegeln. Dazu gehören 141 Ecological Reserves, 35 Provincial Marine Parks, 7 Provincial Heritage Sites, 6 National Historic Sites, 4 National Parks und 3 National Park Reserves. In British Columbia stehen 12,5 % der Fläche (114.000 km²), aufgeteilt in über 800 Einzelgebiete, unter Schutz.
In British Columbia liegen sieben der Nationalparks in Kanada:
- Glacier National Park
- Gulf Islands National Park Reserve
- Gwaii Haanas National Park Reserve and Haida Heritage Site
- Kootenay National Park
- Mount Revelstoke National Park
- Pacific Rim National Park Reserve
- Yoho National Park

Außerdem gibt es in British Columbia ein großes Netzwerk von Provincial Parks, die von BC Parks, einer Behörde des Ministry of Environment and Climate Change Strategy betrieben werden.
Zusätzlich zu den Parks schützt British Columbia weitere etwa 47.000 km² landwirtschaftlicher Nutzfläche über die Agricultural Land Reserve.

## Ökoregionen

### System von Environment Canada
Environment Canada unterteilt British Columbia in ein System von Ökozonen, von denen jede kleinere Ökoregionen enthält. Zu den Ökozonen von British Columbia gehören die Pacific Marine Ecozone, die Pacific Maritime Ecozone, die Boreal Cordillera Ecozone, die Montane Cordillera Ecozone, die Taiga Plains Ecozone und die Boreal Plains Ecozone. Das verwendete System wurde von der trilateralen Commission for Environmental Cooperation eingeführt und ist als solches ein paralleles zu dem der Environmental Protection Agency in den Vereinigten Staaten, obwohl deren System abweichende Namen für dieselben Ökozonen und -regionen verwendet; es ist ähnlich dem in Mexiko verwendeten System der ökoregionalen Unterteilung.

### System des World Wildlife Fund
In einem vom World Wildlife Fund bevorzugten ökoregionalen System werden die Ökosysteme von British Columbia in fünf verschiedene Ebenen eingeteilt, welche das Gebiet auf einer fortschreitend detaillierten Basis klassifizieren. Auf oberster Ebene rangieren Ökodomänen, die Gebiete großer klimatischer Einheitlichkeit auf der ganzen Welt bezeichnen. Die Ökodomänen werden in Ökodivisionen unterteilt, welche Gebiete großer klimatischer und physiogeographischer Einheitlichkeit bezeichnen. In der nächsten Ebene werden die Ökodivisionen in Ökoprovinzen eingeteilt, welche Klima, Ozeanographie, Relief und regionale Landformen berücksichtigen. Die Ökoprovinzen werden dann in Ökoregionen unterteilt, welche die wichtigen physiogeographischen und kleinere makroklimatische oder ozeanographische Variationen in Betracht ziehen. Schließlich werden die Ökoregionen in Ökosektionen unterteilt, um kleinere physiogeographische und makroklimatische oder ozeanographische Abweichungen betrachten zu können. Insgesamt ist British Columbia nach diesem System in vier große Ökodomänen unterteilt, die letztlich aus 114 kleinen Ökosektionen bestehen.

### Biogeoklimatische Zonen von British Columbia
Das British Columbia Ministry of Forests and Range teilt die Ökoregionen der Provinz mithilfe eines Systems biogeoklimatischer Zonen ein:
- Coastal Western Hemlock Zone:  Feuchte, moosreiche, dichte gemäßigte Regenwälder aus Westamerikanischer Hemlocktanne, Riesen-Lebensbaum, Purpur-Tanne, Nootka-Scheinzypresse, Küsten-Douglasie, Küsten-Tanne, Sitka-Fichte und Westlicher Weymouth-Kiefer, Oregon-Ahorn, Rot-Erle, Westamerikanischem Schwertfarn, Igelkraftwurz sowie Vaccinium parvifolium dominieren an der Westküste von Vancouver Island, der Westküste des Festlandes nördlich des Fraser-River-Deltas bis nördlich von Prince Rupert, des Inlands entlang der Täler des Fraser River und des Skeena River sowie auf Haida Gwaii. Diese Zone erregte das ursprüngliche Interesse der Holzindustrie von British Columbia; der größte Teil der Wälder wurde mindestens einmal abgeholzt. Zum Schutz der verbliebenen Primärwälder vor Holzeinschlag wurden große (teils erfolgreiche) Anstrengungen unternommen.
- Coast Douglas-fir Zone: Dies ist eine trockenere Region gemäßigter Regenwälder und gleichzeitig das am stärksten besiedelte Biom der Provinz. Sie umfasst den südlichen Teil und den größten Teil der Ostküste von Vancouver Island, das Fraser-River-Delta, die Gulf Islands und Teile der Sunshine Coast. Für das Gebiet besondere Bäume sind Erdbeerbäume, Oregon-Eiche und Bärentrauben.
- Zonen von Interior Douglas-fir, Montane Spruce, Ponderosa Pine und Bunchgrass: Die trockenen Täler und Hochebenen des südlichen British Columbia Interior erstrecken sich von den tieferen Lagen des Chilcotin Plateau quer durch das südliche Cariboo und südwärts bis durch das Okanagan. Eine separate, isolierte Region existiert im East Kootenay. Diese Region umfasst den Fraser Canyon, den unteren Thompson River und die Einzugsgebiete von Nicola River und Similkameen River. Sie ist durch baumlose Tussock-Steppen, Sagebrush-Gestrüpp und offene Wälder aus Gelb-Kiefer, Gebirgs-Douglasie, Amerikanischer Zitterpappel, Küsten-Kiefer und Westamerikanischer Lärche geprägt. Ein Großteil des Gebietes wird für den Holzeinschlag, die Viehzucht und für Streuobstwiesen genutzt. Die Winter sind kalt und trocken, die Sommer heiß und noch trockener.
- Interior Cedar–Western Hemlock–Zone:  In den tiefen bis mittleren Lagen der Columbia Mountains im Südosten von British Columbia, westlich der Rocky Mountains wie auch weiter nördlich in den Einzugsgebieten von Nass River und Skeena River findet sich ein Feuchtgürtel des Inlands, welcher der Coastal Western Hemlock Zone ähnlich ist. Die kühlen, nassen Winter und die warmen, feuchten Sommer führen zur größten pflanzlichen Biodiversität unter allen Zonen der Provinz. Westamerikanische Hemlocktanne und Riesen-Lebensbaum sind die dominierenden Arten, doch Küsten-Tanne, Westamerikanische Lärche, Weiß-Fichte, Engelmann-Fichte, Balsam-Pappel, Amerikanische Zitterpappel, Westliche Weymouth-Kiefer und Felsengebirgs-Tanne sind gleichfalls verbreitet. Die dichten und diversen Wälder machen diese Zone zur zweitproduktivsten forstwirtschaftlich genutzten Zone in British Columbia und Kanada.
- Die Zonen von Sub-Boreal (Hemiboreal) Spruce und Pine-Spruce: Das zentrale Interior der Provinz besteht aus dem seenreichen Hügelland des Cariboo – dem Fraser-Plateau und dem Nechako-Plateau –  und ist durch strenge, schneereiche Winter und warme, kurze Sommer charakterisiert. Es handelt sich um eine Übergangszone zwischen nördlichen und südlichen Biomen. Zu den Vorwald-Arten gehören Küsten-Kiefer, Gebirgs-Douglasie und Amerikanische Zitterpappel, zu den Wald-Arten Weiß- und Engelmann-Fichte. Die mäßig dichten Wälder werden von Flächen mit Étangs und Torfmooren unterbrochen. Die allgemein ebenen Plateaus werden forstwirtschaftlich genutzt.
- Boreale Zonen: Das nördliche Drittel der Provinz ist durch lange, kalte Winter und kurze, warme Sommer geprägt. Es ist eine riesige, weitgehend unbesiedelte Region, in der stellenweise Forstwirtschaft und Bergbau betrieben werden. Weiß-Fichte, Schwarz-Fichte, Küsten-Kiefer, Amerikanische Zitterpappel, Ostamerikanische Lärche und Papier-Birke dominieren zwischen Wiesen und Torfmooren in den von Peace River und Liard River durchflossenen Ebenen. In höheren Lagen sind die Winter härter, die Sommer kürzer, und Weiß-Fichten und Felsengebirgs-Tannen weichen strauchigen Weiden und Birken.
- Mountain-Zonen: In höheren Lagen (über etwa 850 m an der Südwestküste, weniger hoch im Inland oder nach Norden zu) sind die Sommer kürzer und die Winter kälter. An der Küste weichen die üppigen, diversen Wälder einförmigen Beständen von Westamerikanischer Hemlocktanne, Purpur-Tanne und Nootka-Scheinzypresse. Diese Bestände werden unterbrochen von subalpinen Heiden, Wiesen und Niedermooren. In den trockeneren Regionen des Interior sind die höheren Lagen von Engelmann-Fichte, Felsengebirgs-Tanne und Küsten-Kiefer gekennzeichnet; die Bäume stehen in Gruppen zwischen Wiesen und Grasland.

### Floristische Provinzen
Im botanischen Sinne ist nahezu das gesamte Gebiet von British Columbia Teil des Rocky-Mountain-Florenreichs.

## Politische Geographie
Aufgrund der Gründung mehrerer Kolonien des British Empire auf dem Gebiet des heutigen British Columbia ist die politische Geographie der Provinz dadurch verkompliziert, dass abgesehen von kleineren Gebieten während der Kolonisierung keine Abkommen mit den indigenen First Nations geschlossen oder Eroberungen dieser stattgefunden haben. Das sich daraus ergebende rechtliche und politische System beruht auf dem britischen, später dem kanadischen, das aus ersterem hervorging. Gegenwärtig ist ein Großteil der Provinz Gegenstand von Rechtsstreitigkeiten um Besitzansprüche sowie politische Rechte der First Nations. Dies wird gewöhnlich als Indian Land Question bezeichnet, obwohl der Begriff nicht länger offiziell benutzt wird. Die andauernden Auseinandersetzungen umfassen Proteste, politische Aktivitäten und Anfechtungsklagen, darunter die jüngste Entscheidung des Supreme Court of Canada zum Landbesitz-Anspruch der Tsilhqot'in im Verfahren Tsilhqot'in Nation v British Columbia.
British Columbia wird für unterschiedliche politische Zwecke in definierte Regionen eingeteilt. Einer davon ist die Bereitstellung lokaler Verwaltungsdienstleistungen unterschiedlichster Art. Zu den wichtigsten Untereinheiten der Provinz gehören Forst-Regionen und Forst-Bezirke, welche für Wälder und ihre Bewirtschaftung zuständig sind. Sie regeln außerdem die Rechte auf Weideland und die Verpachtung zur Beweidung sowie die Erholungsgebiete und Campingplätze des Ministry of Forests. Weitere wichtige Untereinheiten sind die Regionen des Ministry of Environment (wozu die Steuerung der Bewirtschaftung von Gewässern und die Wasserrechte gehören, außerdem die Umwelt-Aufsicht, Erlaubnisse zur Ausbringung von Pestiziden und Herbiziden, die Aufsicht über Behörden wie den British Columbia Conservation Officer Service und den Fish and Wildlife Branch oder BC Parks, wo die Provincial Parks von British Columbia verwaltet werden), die Health regions (in denen landesweit die Finanzierung des Gesundheitswesens, der Krankenhäuser und Rettungsdienste verwaltet wird), Schulbezirke (deren Befugnis zur Besteuerung von der der Regional Districts abweicht und von Tax Assessment Areas organisiert wird) und Mining Districts (deren Befugnis aufgrund des Mines Act nahezu die gesamte andere Rechtsprechung verdrängt). Das Ministry of Tourism verwendet ein System von Toursimus-Regionen, während das Ministry of Industry, Trade and Small Business Development die Provinz in Development Regions einteilt. Zu letzterem gehört BC Stats, eine Statistikbehörde, die ein System von Regionen verwendet, das von dem von Statistics Canada abweicht, worin die Grenzen der Regionalbezirke verwendet werden. Genauso wichtig ist ein System des Regional Management Planning Board, Planungsbehörden nach dem Prinzip des Runden Tisches, an dem lokale Stakeholder von Steuerzahlern bis zu Industriebetrieben, Gebietskörperschaften und Handelskammervertreter, Ministerienvertreter aus den Bereichen Forst und Umwelt sowie in einigen Fällen Vertreter der First Nations zusammenkommen, um langfristige Pläne für das regionale Landnutzungs-Management auszuarbeiten.
Das Rechtssystem der Provinz unterteilt diese in Counties, obwohl dies meist ausschließlich verfahrenstechnisch geschieht und keinen direkten Einfluss auf das tägliche Leben hat.
Alle diese Regionen und die mit ihnen in Zusammenhang stehenden (Besitz-)Ansprüche und (Liegenschafts-)Kataster sind in Bezirken organisiert, deren zugrundeliegendes Katastersystem vom ursprünglichen Lands Act aus den Zeiten der Kolonie British Columbia und der Kolonie Vancouver Island stammt.

### Lokale Staatsgewalt
Im Falle der Gemeinde-Dienstleistungen gibt es Gebietskörperschaften, die eingegliedert sind (incorporated areas) und Regional Districts (Regionale Bezirke), welche aus Gruppen von Mitglieder-Gemeinden und ländlichen Gebieten bestehen. Ein weiterer Zweck besteht im Angebot von Dienstleistungen der Provinz. Die Provinz-Regierung hatte verschiedene Dienste in regionale Dienste aufgeteilt wie z. B. die Gesundheitsämter und Landwirtschafts-Ausschüsse, welche entsprechend ihrer eigenen Grundsätze spezifizierte Regionen verwalten. Die Provinz wurde außerdem von Elections BC in Wahlbezirke für die Provinz-Wahlen sowie von Elections Canada für die Bundes-Wahlen geteilt. Zusätzlich gibt es die Indian Reserves überall in der Provinz, die jedoch von der Bundesregierung verwaltet werden.
Um die gemeindeweiten Dienstleistungen wie ein Abwassersystem zu finanzieren, werden besiedelte Flächen in Gemeinden eingegliedert. Die überwältigende Mehrheit der Einwohner von British Columbia lebt in diesen Gemeinden; es gibt jedoch auch große nicht eingegliederte (unincorporated) ländliche Gebiete um die Gemeinden herum. Die Provinzregierung schuf 1964 durch Anhänge zum Municipal Act sogenannte Regional Districts (Regional-Bezirke), um regionale Angelegenheiten besser koordinieren und den nicht eingegliederten Gebieten Gemeinde-Dienstleistungen anbieten zu können. Nur ein Gebiet, die spärlich besiedelte Stikine-Region im Nordwesten von British Columbia, ist nicht von einem Regional District und gemeindeartigen Konstrukten bedeckt, sodass sie direkt durch die Provinzregierung verwaltet wird. Die Stikine-Region hat eine ständig dort lebende Bevölkerung von nur 1.352 Menschen, von denen viele indigen sind, und nimmt eine Fläche von 135.391 km² ein, ohne dass eine Gemeinde in ihren Grenzen existiert. Die wichtigen Kleinstädte (towns) sind Atlin und Telegraph Creek. Die meisten Landesplanungen werden vom Ministry of Energy, Mines and Petroleum Resources gelenkt; bisher ist die Forstwirtschaft weniger bedeutend für die regionale Wirtschaft. Alle Regional Districts und Gemeinden sind Mitglied der Union of British Columbia Municipalities. Die frühere Sechelt Indian Band ist heute eine gemeinde-ähnliche Autorität, das Sechelt Indian Government District, und frühere Indian Reserves halten jetzt Eigentumsrechte an Ländereien, womit sie Gemeinden gleichkommen.

#### Regional Districts

Grenzen der Regional Districts

Seit 1966/67 wurde British Columbia in 27 Regional Districts eingeteilt, um die Autorität der Gemeinden auf Gebiete auszudehnen, die ihnen eigentlich nicht unterstehen. Diese Regional Districts werden von Ausschüssen gelenkt, die aus Repräsentanten der Mitglieder-Gemeinden und der Wahlbezirke zusammengesetzt sind. Das nicht eingegliederte Gebiet des Regional District ist in Wahlbezirke eingeteilt. Jeder Wahlbezirk entsendet einen Geschäftsführer, der dem Regional Board und dem Electoral Area Directors Committee angehört. Der Islands Trust agiert für die meisten der nicht eingegliederten Inseln in der Strait of Georgia zwischen dem Festland und Vancouver Island ähnlich wie ein Regional District, welche jeweils Teil unterschiedlicher Regional Districts ist, wobei der Islands Trust ihre jeweilige Autorität für die Planung und Landnutzung verdrängt.
Die Regional Districts sind dazu da, den nicht eingegliederten Gebieten Verwaltungsleistungen (hauptsächlich Planung der Landnutzung sowie Bauaufsicht), Dienstleistungen unterhalb der Regions-Ebene, die zwei oder mehr Mitglieder betreffen (z. B. eine Brücke über eine Grenze hinweg), Regionalparks und regionale Dienste (z. B. die Finanzierung eines regionalen Krankenhausbezirks) anzubieten, die für das gesamte Gebiet erforderlich sind. Als Gemeinschaft von Gemeinden sind sie auch in der Lage, Kredite für Großprojekte von untergeordnetem Interesse aufzunehmen.

#### Gemeinden
In British Columbia gibt es mehr als 150 Gemeinden. Es gibt Städte (cities), Bezirke (districts), Kleinstädte (towns) und Dörfer (villages); der Status entspricht ihrer Bevölkerungsgröße zum Zeitpunkt ihrer Eingliederung. Es gibt drei weitere Gemeinden, die für spezielle Zwecke eingegliedert wurden. Dies sind die Resort Municipality of Whistler, der Sechelt Indian Government District und die Bowen Island Municipality. Mit Ausnahme der City of Vancouver erlangen alle Gemeinden ihre legislative Macht durch den Local Government Act (früher Municipal Act), welcher – in mehreren Phasen – durch die Community Charter ersetzt wird. Die City of Vancouver zieht ihre legislative Autorität aus der Vancouver Charter.

#### Indian Reserves & Band-Führung
In British Columbia gibt es eine lange Liste von Indian Reserves, welche außerhalb des Systems der Gemeinden und Regional Districts existieren und durch zahlreiche Band governments (Band- oder Stammes-Führung) selbstverwaltet werden, von denen die meisten zu Tribal councils wie den Tribal Councils der St'at'imc gehören, einem Zusammenschluss von Bands mit gemeinsamen Interessen und nicht Führungen als solche. Viele Bands beanspruchen Souveränität und haben keine Abkommen zum Verzicht auf Besitzansprüche unterschrieben.

### Wahlbezirke für die Provinz-Wahlen

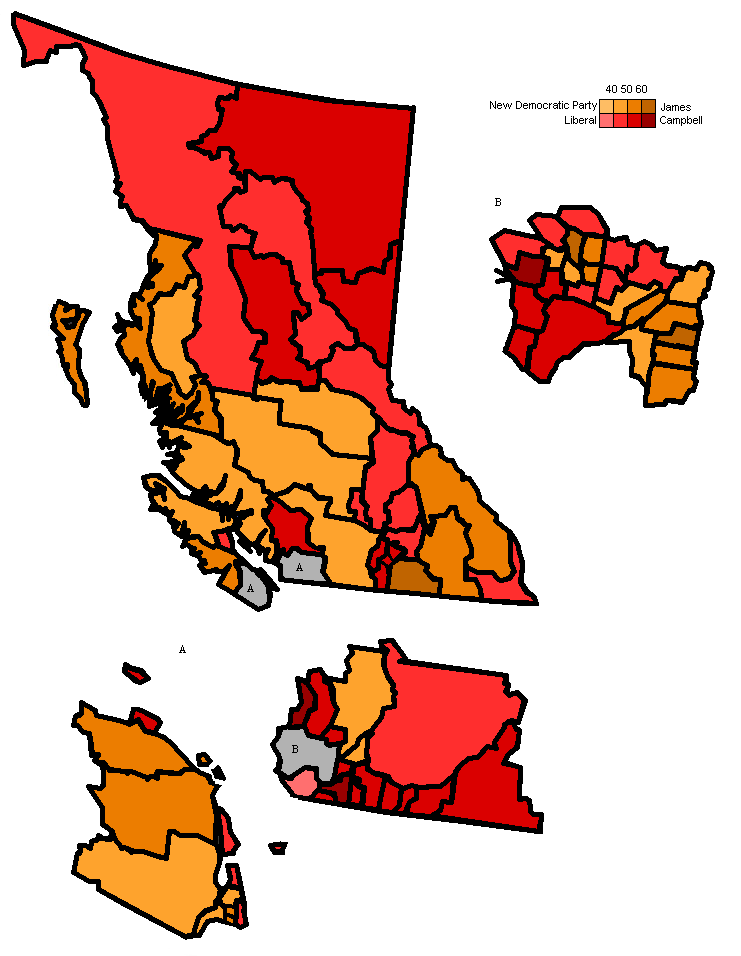
Allgemeine Wahl 2005, Volksabstimmung nach Wahlbezirken

Für die Wahl der Repräsentanten in der Legislativversammlung von British Columbia ist die Provinz in 87 Wahlbezirke eingeteilt. Jeder von diesen wählt einen Kandidaten, der Mitglied der Legislativversammlung (Member of the Legislative Assembly – MLA) wird, per Mehrheitswahl innerhalb des Wahlbezirks. Abstimmungsmuster, die von Vorgängern des rechten Flügels der BC Liberal Party, der British Columbia Social Credit Party, und der liberal-konservativen Koalition der Kriegszeit eingeführt wurden, dominierten die Provinz-Politik für den Großteil der zweiten Hälfte des 20. Jahrhunderts und führten zu Machtbasen in Vancouvers West Side, Victorias reicheren Vororten, am Südufer des Fraser Valley und im Okanagan sowie im Central Interior und im Nordosten der Provinz. Die New Democratic Party zog ihren Erfolg traditionell aus den eher städtischen Gebieten wie Vancouver und Victoria wie auch von der North Coast und dem Nordwesten des Interior, außerdem aus den Bergbaustädtchen der Kootenays und Schlüsselbereiche von Vancouver Island. Gebiete mit wechselnden Wahlentscheidungen (Swing areas) sind das BC Interior, verschiedene städtische Gebiete im Lower Mainland (wie Surrey) und verschiedene ländliche Gebiete (wie im Südosten von British Columbia).

### Wahlbezirke für die Bundeswahlen
In der Provinz British Columbia gibt es gegenwärtig 42 Wahlbezirke für die Repräsentanten des Unterhauses. Das regionale Wahlverhalten ist dem für die Provinzwahlen ähnlich, abgesehen davon, dass viele Wähler bei den Bundeswahlen anders abstimmen als bei den Provinzwahlen, insbesondere bei den rechten Parteien.